# Nazwa jednostkowa
Nazwa jednostkowa – nazwa, która posiada tylko jeden desygnat. Nazwami jednostkowymi mogą być tak nazwy generalne jak i nazwy indywidualne. Każda nazwa indywidualna jest zarazem nazwą jednostkową, ale nie odwrotnie, gdyż nazwami posiadającymi tylko jeden desygnat mogą być również stanowiące nazwy generalne deskrypcje.